# Aiurasyma
Aiurasyma is een kevergeslacht uit de familie van de boktorren (Cerambycidae). De wetenschappelijke naam van het geslacht werd voor het eerst geldig gepubliceerd in 2001 door Martins & Galileo.

## Soorten
Aiurasyma is monotypisch en omvat slechts de volgende soort:
- Aiurasyma potira Martins & Galileo, 2001